# 西郷隆盛が登場する大衆文化作品一覧
西郷隆盛が登場する大衆文化作品一覧（さいごうたかもりがとうじょうするたいしゅうぶうかさくひん）

## 史伝小説
- 大佛次郎『天皇の世紀』朝日新聞社 全10巻／文春文庫（新版）全12巻。未完作、北越戦争まで。
- 林房雄『西郷隆盛』徳間文庫 全12巻、1986年
- 海音寺潮五郎『西郷隆盛』角川文庫 全4巻、新版2017年[1]
  - 『史伝 西郷隆盛』文春文庫、新版2017年
  - 『西郷と大久保』新潮文庫、改版2015年
  - 『西郷と大久保と久光』朝日文庫、新版2017年
  - 『西郷隆盛』朝日新聞出版 全9巻／朝日文庫 全14巻、未完作、江戸城明け渡しまで。
- 司馬遼太郎『翔ぶが如く』文春文庫 全10巻、新版2002年。
- 安藤英男『西郷隆盛』学陽書房・人物文庫（新版）、1997年
- 勝部真長『西郷隆盛』PHP文庫 1996年
- 池波正太郎『西郷隆盛』角川文庫、新版2017年
- 津本陽『巨眼の男 西郷隆盛』新版・集英社文庫 全4巻、2012年
  - 『幕末御用盗』講談社、2003年、講談社文庫、2006年
- 童門冬二『小説 西郷隆盛』学陽書房人物文庫、2010年
- 林真理子『西郷どん!』KADOKAWA、2017年
- 藤咲あゆな『西郷隆盛 幕末 維新の巨人』ポプラポケット文庫、2017年
- 『西郷隆盛－英雄と逆賊 歴史小説傑作選』細谷正充編、PHP文芸文庫、2017年。作家5名の短編集
- 新潮社編 『英傑 西郷隆盛アンソロジー』新潮文庫、2018年。作家6名の短編集
- 髙橋直樹『西郷隆盛 荒天に立つ山の如く』潮文庫、2019年

## 映画
- 『西郷隆盛西南戦争』（1911年、横田商会、演：尾上松之助）
- 『西郷隆盛一代記』（1912年、横田商会、演：尾上松之助）
- 『西郷隆盛』（1918年、日活京都撮影所、演：尾上松之助）
- 『ねこねこ日本史 ～龍馬のはちゃめちゃタイムトラベルぜよ！～』（2020年、アニプレックス、声：大森日雅）
- 『新解釈・幕末伝』（2025年公開予定、東宝、演：佐藤二朗）

## テレビドラマ

### 西郷隆盛を主題としたテレビドラマ
- 『命もいらず名もいらず』（1977年、TBS、演：高橋英樹）
- 『田原坂』（1987年、日本テレビ年末時代劇スペシャル、演：里見浩太朗）
- 『翔ぶが如く』（1990年、NHK大河ドラマ、演：西田敏行）
- 『南洲翁異聞〜おいどんは、丸腰・平和使節で韓国へ行く〜』（2008年、フジテレビ、演：西郷輝彦）
- 『西郷どん』（2018年、NHK大河ドラマ、演：鈴木亮平）

### その他のテレビドラマ
- 『雲を翔びこせ』 (1978年、TBSスペシャルドラマ、演 : 金田龍之介)
- 『若き血に燃ゆる〜福沢諭吉と明治の群像』（1984年、テレビ東京12時間超ワイドドラマ、演：ミッキー吉野）
- 『竜馬がゆく』（1997年、TBS新春時代劇、演：赤井英和）
- 『徳川慶喜』（1998年、NHK大河ドラマ、演：渡辺徹）
- 『竜馬がゆく』 (2004年、テレビ東京 新春ワイド時代劇、演 : 髙嶋政宏)
- 『新選組!』（2004年、NHK大河ドラマ、演：宇梶剛士）
- 『篤姫』（2008年、NHK大河ドラマ、演：小澤征悦）
- 『龍馬伝』（2010年、NHK大河ドラマ、演：高橋克実）
- 『JIN-仁- 完結編』（2011年、TBS日曜劇場、演：藤本隆宏）
- 『八重の桜』（2013年、NHK大河ドラマ、演：吉川晃司）
- 『花燃ゆ』（2015年、NHK大河ドラマ、演：宅間孝行）
- 『黒書院の六兵衛』(2018年、WOWOW、演 : 竹内力)
- 『明治開化 新十郎探偵帖』 (2020年、NHKBS時代劇、演 : 鶴見辰吾)
- 『青天を衝け』（2021年、NHK大河ドラマ、演：博多華丸）[2][3]
- 『大奥 』 (2023年、NHK、演 : 原田泰造)

## ドキュメンタリー
- NHKスペシャル 新・幕末史 グローバル・ヒストリー 「第2集 戊辰戦争 狙われた日本」（2022年10月23日、NHK総合、演：迫田孝也）
- 新・幕末史 完全版（2023年1月3日、NHK総合、演：迫田孝也）

## ゲーム
- 維新の嵐 - プレイヤーとして選択でき、シナリオ1では薩摩藩士、シナリオ2では薩摩重臣、シナリオ3では薩摩家老の役職。

## テレビアニメ
- 『お～い!竜馬』（1992年-1993年、声：玄田哲章）
- 『幕末機関説いろはにほへと』（2006年-2007年、声：杉野博臣）
- 『ねこねこ日本史』（第一期2016年7月13日第13話 脇役、第二期2017年5月17日第36話 脇役、第三期2018年4月18日 第67話及び10月31日 第84話 脇役、第四期2020年7月8日 第139話 脇役、第三期2018年4月4日第65話および2018年11月7日第85話 主役、声：大森日雅）

## 漫画
- 石川賢『勝海舟』（原作：辻真先、秋田書店）
- 太田じろう『西郷隆盛 : 官軍の総大将』（監修：樋口清之、学習研究社、1979年）[4]
- みなもと太郎『風雲児たち』（潮出版社、リイド社、1979年 - 2021年）[5]
- 古城武司『西郷隆盛 明治維新をなしとげた指導者』（原作：蔵持重裕、集英社、1989年）[6]
- 山科けいすけ『サカモト』[7]（竹書房、1996年 - 2001年）
- 木村直巳『天涯の武士−幕臣小栗上野介』（リイド社、2005年 - 2007年）[8]
- 小山ゆう『お～い!竜馬』『AZUMI』（小学館、2009年 - 2014年）
- 村上もとか『JIN-仁-』（集英社、2000年 - 2010年）
- やまざきまこと『西郷隆盛』（原作：すぎたとおる、ポプラ社、2009年）[9]
- 吉祥寺笑『西郷隆盛 : 明治維新をなしとげた英雄』（原作：黒沢哲哉、小学館、2010年）[10]
- 相生リサコ『西郷どんと明治偉人さん』(ジュネット株式会社、2017年）
- 海野そら太『西郷隆盛』（シナリオ：三上修平、集英社、2017年）[11]
- 広江礼威『西郷隆盛』（KADOKAWA、2017年）[12]
- 卯月『西郷隆盛 : 新たな時代をきりひらいた維新の巨星』（原作：南房秀久、学研プラス、2017年）[13]
- 武田五三『シンパチ-西郷の右腕-』（サイコミ、2019年）[14]

## 歌謡曲
- 三波のハンヤ節 西郷隆盛 （三波春夫、1976年）
- 西郷隆盛 （尾形大作、1988年） - 2016年に島津亜矢がカバー。

## CM
- 応研「大蔵大臣」:CGで表現されている。
- 宝くじ:2017年のハロウイン編で仮装として登場した。
- 応研 - 製作・販売している業務用会計ソフト「大臣シリーズ」のイメージキャラクターに起用。